# النظرية الأوكسفوردية حول أصالة شكسبير

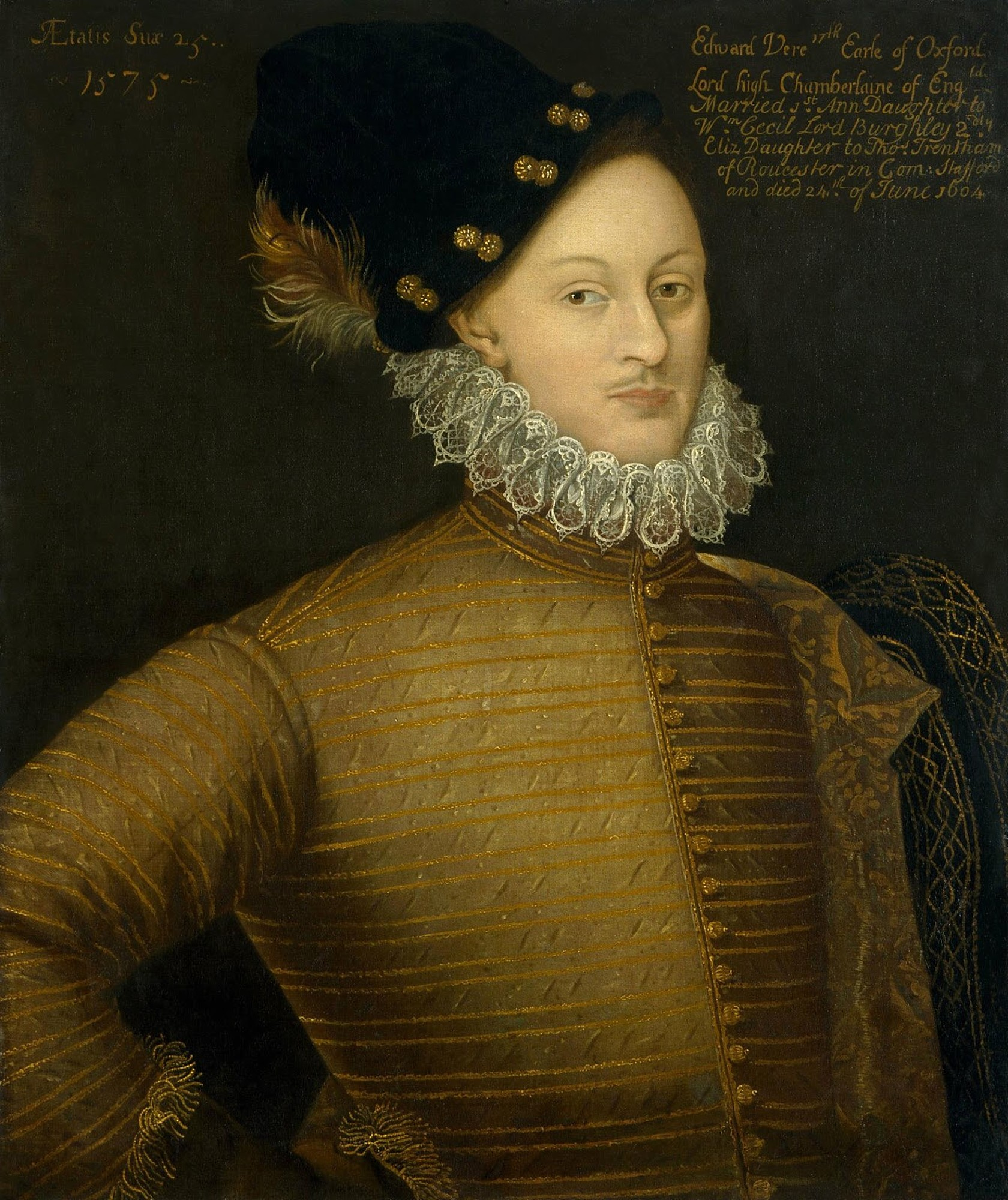
إدوارد دي فير، الإيرل السابع عشر لأوكسفورد.

تزعم النظرية الأوكسفوردية حول أصالة شكسبير أن إدوارد دي فير، إيرل أوكسفورد السابع عشر، كتب المسرحيات والقصائد المنسوبة تقليديًا إلى ويليام شكسبير. استمر الاهتمام بالنظرية الأوكسفوردية على الرغم من رفض علماء الأدب جميع المرشحين المؤلفين البدلاء، بما في ذلك أوكسفورد. منذ عشرينيات القرن العشرين، كانت النظرية الأوكسفوردية هي البديل الأكثر شعبية لنظرية أصالة شكسبير.
يؤكد التقارب بين الأدلة الوثائقية من النوع الذي استخدمه الأكاديميون في الإسناد التأليفي –صفحات العناوين وشهادة الشعراء والمؤرخين المعاصرين الآخرين والسجلات الرسمية– على أصالة شكسبير للأغلبية الساحقة من علماء ومؤرخي شكسبير الأدبيين، ولا يوجد أي وثيقة تثبت صلة أوكسفورد بأعمال شكسبير. مع ذلك، يرفض الأوكسفورديون السجل التاريخي ويزعمون أن الأدلة الظرفية تدعم أصالة أوكسفورد، مشيرين إلى أن الأدلة التاريخية المتناقضة هي جزء من نظرية مؤامرة زورت السجل لحماية هوية المؤلف الحقيقي. يعتبر المتخصصون الأدبيون أن الطريقة الأوكسفوردية المتمثلة بتفسير المسرحيات والقصائد على أنها سيرة ذاتية، ومن ثم توظيفها في إنشاء سيرة ذاتية للمؤلف الافتراضي، غير موثوقة وغير سليمة منطقيًا.
تستند حجج النظرية الأوكسفوردية استنادًا كبيرًا على الأحداث المرتبطة بالسيرة الذاتية، ويجد مناصروها توافقًا بين الحوادث والظروف في حياة أوكسفورد والأحداث الواردة في مسرحيات شكسبير وسوناتاته وقصائده الطويلة. تعتمد القضية كذلك على أوجه التشابه المتصورة بين اللغة واللهجة والفكر في أعمال شكسبير وشعر أوكسفورد ورسائله. يزعم مناصرو النظرية الأوكسفوردية أنه يمكن الربط بين المقاطع المميزة في إنجيل أوكسفورد والأحداث الإنجيلية في مسرحيات شكسبير. تهتم النظرية الأوكسفوردية كذلك بعدم وجود مسرحيات باقية باسم أوكسفورد. يفسر الأوكسفورديون بعض الأحداث الأدبية في القرنين السادس عشر والسابع عشر على أنها تشير إلى أن أوكسفورد كان أحد أبرز الكُتاب المجهولين آنذاك. بموجب هذا الافتراض، كان شكسبير إما «واجهة» أو «السمسار» الذي نشر المسرحيات باسمه أو كان مجرد ممثل مع اسم مماثل أخطأ الأشخاص في التعريف به على أنه كاتب مسرحي منذ أول سيرة ذاتية لشكسبير في مطلع القرن الثامن عشر.
الدليل القاطع ضد النظرية الأوكسفوردية هو وفاة دي فير في عام 1604، إذ يضع التسلسل الزمني المقبول عمومًا لمسرحيات شكسبير تأليف نحو اثنتي عشر مسرحية بعد ذلك التاريخ. يرُد الأوكسفورديون أن النشر السنوي لمسرحيات شكسبير الجديدة أو المصححة توقف في عام 1604، وأن تكريس سوناتات شكسبير يعني أن المؤلف كان ميتًا قبل نشرها في عام 1609. يعتقد الأوكسفورديون أن العديد من «المسرحيات المتأخرة» تُظهر أدلة على التنقيح والتعاون وهذا يدل على إكمال كُتّاب مسرحيات آخرون لها بعد وفاة أوكسفورد.

## تاريخ النظرية الأوكسفوردية
يعود تاريخ نظرية نسب أعمال شكسبير لشخص آخر غير ويليام شكسبير إلى منتصف القرن التاسع عشر. في عام 1857، نشرت ديليا بيكون أول كتاب حول هذا الموضوع، كشف فلسفة مسرحيات شكسبير. اقترحت بيكون أول «نظرية جماعية» لأصالة شكسبير، ونسبت الأعمال إلى لجنة برئاسة فرانسيس بيكون وتضم والتر رالي. ذُكر دي فير مرة واحدة في الكتاب، في قائمة من «نبلاء الأذكياء والشعراء»، الذين كان لهم صلة برالي. فسر بعض المعلقين بأن ذلك يعني ضمنًا أنه جزء من مجموعة المؤلفين. كان بيكون المؤلف المجهول المفضل طوال القرن التاسع عشر. لم يرد ذكر أوكسفورد في هذا السياق.
مع بداية القرن العشرين، طُرحت أسماء مرشحين آخرين، معظمهم من الأرستقراطيين، وأبرزهم روجر مانرز، إيرل روتلاند الخامس وويليام ستانلي، إيرل ديربي السادس. اقترح ثوماس لوني ترشيح أوكسفورد مؤلفًا بمفرده لأول مرة في كتابه الصادر عام 1920 بعنوان تشخيص شكسبير في إدوارد دي فير، إيرل أكسفورد السابع عشر. في أعقاب معاداة الستراتفورديين في وقت سابق، جادل لوني بأن الحقائق المعروفة عن حياة شكسبير لا تناسب الشخصية التي نسبها إلى مؤلف المسرحيات. أشار لوني، شأنه في ذلك شأن غيره من المناهضين للستراتفورديين الذين سبقوه، إلى غياب السجلات المتعلقة بتعليم شكسبير وخبرته المحدودة في العالم ومهاراته السيئة المزعومة في الكتابة (والتي تشهد عليها توقيعاته)، وتجاهل ستراتفورد آنذاك. ذكر أن شكسبير اتسم بالأنانية والاستحواذية، في حين أن المسرحيات جعلت من الشخصيات المُتسمة بالإيثار أبطالًا. صوروا كذلك الأشخاص من الطبقة المتوسطة والدنيا بشكل سلبي، في حين أن أبطال المؤلفات الشكسبيرية عادة ما كانوا أرستقراطيين. أشار لوني إلى الباحثين الذين وجدوا أدلة في المسرحيات على أن مؤلفها كان خبيرًا في القانون وقارئًا مستفيضًا للأدب اللاتيني القديم وبإمكانه التحدث باللغتين الفرنسية والإيطالية. اعتقد لوني أنه حتى الأعمال المبكرة جدًا كرواية الحب مجهود ضائع تعني ضمنًا أن المؤلف كان بالفعل شخصًا ذو «قدرات الناضجة» يبلغ من العمر أربعين أو خمسين عامًا وله خبرة واسعة في العالم. اعتبر لوني أن شخصية أوكسفورد تتناسب مع استنتاجه من المسرحيات، واعتبر الشخصيات في المسرحيات على أنها تصوير مفصل لعائلة أوكسفورد وصلاته الشخصية. اعتقد أن العديد من الشخصيات كانت تصويرًا ذاتيًا، بما في ذلك هاملت وبيرترام في مسرحية الأمور بخواتمها. وظّف لوني الحجج التي استخدمها روتلاند وديربي سابقًا، وطابق الأحداث في المسرحيات مع وقائع حياة أوكسفورد، بما في ذلك رحلاته إلى فرنسا وإيطاليا. رُبطت وفاة أوكسفورد في عام 1604 بالتراجع في نشر مسرحيات شكسبير. أعلن لوني أن أوكسفورد لم يكتب مسرحية العاصفة، وأن معظم المسرحيات الأخرى التي عُرضت أو نُشرت بعد وفاة أوكسفورد تُرِكت غير مكتملة وأنهى كتابتها مؤلفون آخرون، ما يفسر خواص الأسلوب الظاهرة التي وُجدت في مسرحيات شكسبير المتأخرة. قدم لوني كذلك حجة تزعم أن الإشارة إلى «الشاعر الذي يعيش إلى الأبد» في تكريس عام 1609 لسوناتات شكسبير يعني ضمنًا أن المؤلف كان ميتًا حين وقت النشر.
وجد سيغموند فرويد والروائية مارجوري بوين والعديد من مشاهير القرن العشرين الأطروحة مقنعة، وسرعان ما تغلب أوكسفورد على بيكون وأصبح المرشح المفضل كبديل لشكسبير، على الرغم من أن الأكاديميين الشكسبيريين غالبًا ما تجاهلوا هذا الموضوع. جذبت نظرية لوني العديد من المتابعين الناشطين الذين نشروا كتبًا مكملة لحججه وأضافوا حججًا جديدة، وأبرزهم بيرسي ألين وبرنارد موردونت وارد ولويس بينيزيت وتشارلز ويزنر باريل. أشار الباحث ستيفن ماي إلى أن الأكسفورديين آنذاك قدموا مساهمات حقيقية في معرفة التاريخ الإليزابيثي، مستشهدًا «بسيرة وارد الذاتية التي تؤهله لمنصب الإيرل وتشخيص تشارلز ويزنر باريل لإدوارد فير، ابن أكسفورد غير الشرعي من آن فافاسور» كأمثلة على ذلك. في عام 1921، أسس السير جورج غرينوود ولوني وآخرون زمالة شكسبير، وهي منظمة مكرسة في الأصل لمناقشة وجهات النظر الكنسية المناهضة للستراتفوردية وتعزيزها، ولكنها كُرّست لاحقًا للترويج لأكسفورد باعتباره شكسبير الحقيقي.

### التراجع وإعادة الإحياء
عقب فترة من تراجع النظرية الأوكسفوردية التي بدأت مع الحرب العالمية الثانية، نشرت دوروثي وتشارلتون غرينوود أوغبورن في عام 1952 كتابًا مكونًا من 1,300 صفحة بعنوان هذا النجم من إنجلترا، والذي أعاد إحياء النظري الأوكسفوردية لفترة وجيزة. بيد أن سلسلة من الكتب والمقالات الأكاديمية الناقدة كبحت أي تقدم ملحوظ في معاداة الستراتفوردية والأوكسفوردية، وأبرزها كتاب فحص شيفرات شكسبير الصادر عام 1957 من تأليف ويليام وإليزبيث فريدمان، والسارق من ستراتفورد الصادر عام 1958 من تأليف فرانك وادسوورث، وشكسبير ومميزاته الصادر عام 1958 من تأليف ريغنالد تشرشل، والمطالبين بشكسبير الصادر عام 1962 من تأليف غيبسون، وشكسبير ومنافسيه: كتاب عن الجدل الدائر بين المؤلفين الصادر عام 1962 من تأليف جورج مايكل وإدغار غلين. بحلول عام 1968، أفادت النشرة الإخبارية لجمعية شكسبير أوكسفورد أن «الروح التبشيرية أو الإنجيلية لمعظم أعضائنا تبدو مُثبطة أو خاملة أو معدومة». في عام 1974، بلغ عدد أعضاء الجمعية 80 عضوًا. في عام 1979، وجه نشر تحليل لصورة أشبورن ضربة أخرى للحركة. إذ تبين أن اللوحة، المزعوم منذ فترة طويلة أنها واحدة من صور شكسبير ولكن باريل اعتبرها رسمًا صريحًا لصورة إيرل أوف أوكسفورد، أنها لا تمثل أي منهما، بل تصور هيو هامرسلي.